# 社会保障を立て直す国民会議
社会保障を立て直す国民会議（しゃかいほしょうをたてなおすこくみんかいぎ、英：The Reviewing Group on Social Security Policy）は、2019年に結成・解散した、旧民進党系の衆議院院内会派。手続き上は2017年10月26日に無所属の会（むしょぞくのかい）として結成された会派が名称変更する形で衆議院に届け出られた。衆議院での略号は、社保。
2019年9月に立憲民主党などとの統一会派である「立憲民主・国民・社保・無所属フォーラム」に合流したため独立した会派としては解散したが、合流後も2020年9月まで会派内のグループとして活動していた。

## 会史
前身の無所属の会は元々旧民進系勢力の再統合を目指して活動を続けたが、立憲民主党・国民民主党両党間の膠着状態が続いたため、11月中旬には立憲民主党との統一会派結成を目指す方向に軌道修正し、統一会派結成が見送られれば次善の策として無所属の会を母体に新党を結成する考えを表明した。
しかし立憲側が政党間協議には否定的な見解を示し続けていることから12月5日までに新党結成を断念する方針を固めた。翌6日には岡田克也と枝野幸男が会談し統一会派について協議したが、枝野が会派単位の合併を拒む姿勢を崩さなかったため交渉が決裂。7日に第197回国会の閉幕後に無所属の会を解散し、希望者が個別に立憲会派入りする方針であると報じられ、10日に開かれた会派総会で上記方針を正式決定した。
通常国会召集を前にした2019年1月8日、会派総会を開いた後に13名全員の去就を発表した。代表の岡田克也のほか安住淳、江田憲司、大串博志、金子恵美、黒岩宇洋、田嶋要、中川正春、中村喜四郎（五十音順）の計9人が立憲会派入りすることに決定。立憲会派合流を見送るのは玄葉光一郎、野田佳彦、広田一、本村賢太郎（五十音順）の4名となった。4名は無所属の会存続か新会派結成を検討するとした。ただし本村については同日、3月24日告示、4月7日執行の相模原市長選挙への立候補を検討しているとも報じられた。
1月15日、岡田ら9人は立憲民主党の会派「立憲民主党・無所属フォーラム（立憲民主党・市民クラブから名称変更）」への入会届を提出。翌16日、野田が記者会見において、自身を含む無所属議員7名による新会派「社会保障を立て直す国民会議」を結成したことを発表。無所属の会に残留した野田、玄葉、広田、本村の4名に加え、無所属の会に所属していなかった井出庸生、重徳和彦、中島克仁が新たに入会した。
同年3月、本村が相模原市長選挙への立候補を表明し、同月7日付で衆議院議員を辞職（結果は当選）。会派所属人数が6名となった。
同年5月7日、旧希望の党出身で旧民進党系無所属の松原仁、柿沢未途の2名が同日付で会派に入会し所属人数が8名となった。
同年7月30日、代表の野田は立憲民主党代表の枝野幸男と会談。枝野が次期衆院選に向けた協力を呼び掛けると、野田は「もちろんだ」と応諾。緊密に情報交換しつつ連携していく方針で一致した。8月5日、枝野がさらに衆議院での国民民主党も含めた統一会派結成を呼びかけると、野田は「歓迎したい」と、前向きな反応を示した。9月19日、枝野と国民民主党代表の玉木雄一郎、野田らが会談を行い、旧民進系3党派の統一会派を結成することで合意した。会派名については当初「立憲民主党・国民フォーラム」などを軸に検討が進められたが、社保が自会派の2文字を「名称として入れてほしい」と強く要望した結果、衆院会派名は「立憲民主・国民・社保・無所属フォーラム」となり、衆議院では現憲法下の1947年以降では最長の会派名となる見通しとなった。
9月30日、新会派「立憲民主・国民・社保・無所属フォーラム」（120人）が届け出られ、独立した会派としての「社会保障を立て直す国民会議」は解散した。新会派へは井出庸生が参加を見送り、社保からは井出を除く7名が参加した。合流後も2020年9月まで同名の会派内グループとして活動した。

## 役職
| 就任年月  | 代表     | 幹事長     | 国会対策委員長 |
| --------- | -------- | ---------- | -------------- |
| 2019年1月 | 野田佳彦 | 玄葉光一郎 | 広田一         |

## 会派解散時の所属議員
※2019年9月30日時点　衆議院議員8名
| 衆議院議員                  | 衆議院議員                | 衆議院議員                 | 衆議院議員                 |
| --------------------------- | ------------------------- | -------------------------- | -------------------------- |
| 玄葉光一郎 福島3区、衆9、有 | 野田佳彦 千葉4区、衆8、有 | 松原仁 比例東京、衆7、無   | 柿沢未途 比例東京、衆4、無 |
| 中島克仁 山梨1区、衆3、無   | 井出庸生 長野3区、衆3、無 | 重徳和彦 愛知12区、衆3、有 | 広田一 高知2区、衆1参2、無 |

※有／無は、民進党解散時、民進党所属国会議員としての資格の有無（民進党所属国会議員の資格のなかった5人のうち、井出・松原・柿沢の3名は旧希望の党の出身の国会議員で、会派の初期メンバーだった本村も旧希望の党出身）。

### 会派存続中または解散時までの離脱者
- 本村賢太郎[注釈 1]（比例南関東、衆3、無）

## 社会保障を立て直す国民会議（会派内グループ）
2019年9月の「立憲民主・国民・社保・無所属フォーラム」への合流後も会派内グループとしての活動は続き、野党党派の幹事長・書記局長懇談には会派で幹事長を務めた玄葉が出席するなどしていた。12月に立憲民主党が国民民主党や社保に合流を呼び掛けると、同月16日にグループの総会を開き、立憲との年内合流に向けて協議を加速させることで一致した。また、この時点でのグループの参加人数は9名であると報じられている。
2020年2月には、重徳和彦が社会保障を立て直す国民会議の政調会長として活動していることが報じられている。
2020年7月には一時中断していた立憲・国民両党の合流協議が再開し、8月7日には両党を解党した上で新党を設立し、結党大会で代表と党名と投票で選出するなどの方針で大筋一致した。これを受け野田らのグループも8月19日に会合を開き、両党が合流してできる新党への合流の方向性を確認した。同月24日、立憲民主党・国民民主党・「社会保障を立て直す国民会議」・「無所属フォーラム」（岡田らによる無所属議員グループ）の各幹事長が国会内で会談し、合流新党結成に向けた基本合意書に署名した。新党代表・党名選挙を経て新・立憲民主党が発足した。
これに伴い会派名は「立憲民主・国民・社民・無所属」と改称され、「社保」の名称は消滅した。
合流後の2020年9月に、一部報道で「野田グループ」として扱われ、参加人数は8名と報じられている。

### 役職（会派内グループ）
| 代表     | 幹事長     | 国会対策委員長 | 政調会長 |
| -------- | ---------- | -------------- | -------- |
| 野田佳彦 | 玄葉光一郎 | 広田一         | 重徳和彦 |

### 所属していた国会議員
社会保障を立て直す国民会議の所属議員で、2020年9月3日時点での新党入党宣誓書提出者と、その後の新党への参加者を以下に記す。
| 衆議院議員（8名）           | 衆議院議員（8名）         | 衆議院議員（8名）                 | 衆議院議員（8名）                |
| --------------------------- | ------------------------- | --------------------------------- | -------------------------------- |
| 玄葉光一郎 （9回、福島3区） | 野田佳彦 （8回、千葉4区） | 松原仁 （7回、比例東京・東京3区） | 笠浩史 （6回、神奈川9区）        |
| 階猛 （5回、岩手1区）       | 中島克仁 （3回、山梨1区） | 重徳和彦 （3回、愛知12区）        | 広田一 （1回・参院2回、高知2区） |